# (129214) Gordoncasto
(129214) Gordoncasto est un astéroïde de la ceinture principale.

## Nom
L'astéroïde est nommé d'après Gordon Casto, contributeur de la mission OSIRIS-REx dont l'objet est l'étude de l'astéroïde (101955) Bénou. La citation de nommage est la suivante :

« Gordon Casto (né en 1960) est le "mechanical lead" du spectromètre visible et proche infrarouge d'OSIRIS-REx (OVIRS), qui s'assure que l'instrument peut fonctionner correctement dans des conditions cryogéniques. Ses designs innovants ont été utilisés sur OVIRS, le Lunar Reconnaissance Orbiter, le Geoscience Laser Altimeter System et Landsat 8. »

— Minor Planet Circular 10061

## Description
(129214) Gordoncasto est un astéroïde de la ceinture principale. Il fut découvert le 4 juillet 2005 au Mont Lemmon par le projet Mount Lemmon Survey. Il présente une orbite caractérisée par un demi-grand axe de 2,98 UA, une excentricité de 0,05 et une inclinaison de 2,6° par rapport à l'écliptique.